# Lightning Network

Lightning Network (LN) — це платіжний протокол «2-го рівня», розроблений для накладання поверх криптовалюти на основі блокчейну, такої як біткойн або лайткойн.  Він призначений для забезпечення швидких транзакцій між вузлами-учасниками й був запропонований як вирішення проблеми масштабованості біткойнів. Він має однорангову систему для здійснення мікроплатежів криптовалюти через мережу двонаправлених каналів платежів без делегування зберігання коштів.
Звичайне використання мережі Lightning полягає у відкритті платіжного каналу шляхом здійснення фінансової транзакції у відповідному базовому блокчейні (рівень 1) з наступним здійсненням будь-якої кількості транзакцій Lightning Network, які оновлюють попередній розподіл коштів каналу без трансляції на канал блокчейн, за бажанням закриття платіжного каналу шляхом трансляції остаточної версії розрахункової транзакції для розподілу коштів каналу.
Для здійснення платежів канал повинен бути закритий. Щоб ініціювати цей процес, один вузол передає в мережу найновішу транзакцію розрахунків. Наступні події можна загалом розглядати двояко: закриття кооперативу, в якому обидві сторони підтверджують розподіл і негайне врегулювання коштів, і закриття некооперативного характеру. Закриття, що не співпрацює, може бути законним, наприклад, якщо один вузол більше не є частиною мережі або шахрайський, коли один вузол транслює неправильний розподіл (ймовірно, застарілий). У разі закриття некооперативної діяльності кошти не розраховуються миттєво, але існує період суперечок, протягом якого вузли можуть оскаржити розповсюдження мовлення. Якщо другий вузол транслює більш сучасний розподіл, то кошти повністю передаються їм. Цей каральний акт, відомий як транзакція усунення порушення, запобігає спробам вузлів обманювати мережу, транслюючи застарілі транзакції.

## Історія
Джозеф Пун і Таддеус Дріджа опублікували чернетку офіційного документа Lightning Network в лютому 2015 року.
Lightning Network була схвалена підприємцем в області мобільних платежів Джеком Дорсі.

### Біткойн-блискавка 2019 року
19 січня 2019 року користувач Twitter під псевдонімом hodlonaut почав рекламний тест мережі Lightning Network, схожий на гру, відправивши 100000 satoshi (0,001 біткойнів) довіреному одержувачу, при цьому кожен одержувач додав 10 000 satoshi (0,34 долара США в той час) для відправки наступному довіреному одержувачу. Платіж за «блискавичний факел» був отриманий такими відомими людьми, як генеральний директор Twitter Джек Дорсі, генеральний директор Lightning Labs Елізабет Старк, генеральний директор Binance «CZ» Чанпен Чжао і інші. Факел-блискавки був пройдений 292 рази, перш ніж був досягнутий раніше жорстко задану межу в 4 390 000 satoshi. Останній платіж за факел з блискавкою був відправлений 13 квітня 2019 року у вигляді пожертвувань 4 290 000 Satoshi (217,78 доларів США на той момент) в Bitcoin Venezuela, некомерційну організацію, що просуває біткойни в Венесуелі.

### Прийняття у 2021 році в Сальвадорі
У червні 2021 Законодавчі збори Сальвадора проголосували за прийняття закону, що робить біткойни законним платіжним засобом в Сальвадорі. Рішення було прийнято на основі успіху екосистеми Bitcoin Beach в El Zonte, яка використовувала гаманець на основі LN. Уряд представив гаманець, який використовує протокол Lightning Network, при цьому надавши громадянам свободу використовувати інші гаманці Bitcoin Lightning.

## Дизайн
Андреас Антонопулос назвав мережу Lightning мережею маршрутизації другого рівня. Платіжні канали дозволяють учасникам переказувати гроші один одному без необхідності оприлюднювати всі свої транзакції в блокчейні. Це робиться шляхом покарання учасників, які не співпрацюють. Відкриваючи канал, учасники повинні взяти на себе певну суму (у транзакції фінансування, яка знаходиться на блокчейні). Розширення сценаріїв на основі часу, такі як CheckSequenceVerify та CheckLockTimeVerify, роблять можливими покарання.
"Якщо ми припускаємо наявність великої мережі каналів в ланцюжку блоків біткойнів, і всі користувачі біткойнів беруть участь в цьому графіку, маючи хоча б один відкритий канал в ланцюжку блоків біткойнів, можна створити майже нескінченну кількість транзакцій всередині цієї мережі. Єдині транзакції, які транслюються в блокчейне біткойнів передчасно, — це транзакції з несумісними партнерами по каналу".
Пропозиція щодо поліпшення біткойнів CheckSequenceVerify (CSV) детально описує, як контракти із заблокованим часом із хешем реалізуються з CSV та використовуються у Lightning: BIP 0112

### Переваги
Існує кілька заявлених майбутніх переваг використання Lightning Network порівняно з транзакціями на ланцюжку:
- Деталізація: За словами Андреаса Антонопулоса, деякі реалізації Lightning Network дозволяють здійснювати платежі, менші за satoshi, найменшу одиницю на базовому рівні біткойнів. Плата за маршрутизацію, що сплачується посередницьким вузлам у мережі Lightning Network, часто виражається у мілісатоші або мсаті. [Необхідна цитата]

- Конфіденційність: Детальні відомості про окремі платежі за мережею Lightning не публічно записуються в блокчейні. Платежі мережі Lightning можуть надходити через безліч послідовних каналів, де кожен оператор вузла зможе бачити платежі по своїх каналах, але вони не зможуть бачити джерело чи призначення цих коштів, якщо вони не є суміжними.

- Швидкість: Час розрахунку для мережевих транзакцій блискавки становить менш як хвилину і може відбуватися в мілісекундах. Для порівняння, час підтвердження на блокчейні біткойнів відбувається в середньому кожні десять хвилин.

- Пропускна здатність транзакцій: Немає принципових обмежень щодо суми платежів за секунду, які можуть відбуватися згідно з протоколом. Обсяг транзакцій обмежений лише ємністю та швидкістю роботи кожного вузла.

### Обмеження
Lightning Network складається з двонаправлених каналів платежів між двома вузлами, які разом створюють розумні контракти. Якщо в будь-який момент будь-яка сторона відмовляється від каналу, він закриється і буде розміщений на блокчейні.
З огляду на характер механізму суперечок Lightning Network, який вимагає, щоб усі користувачі постійно стежили за блокчейн на предмет шахрайства, було розроблено концепцію «сторожової башти», де довіру можна передати на сторони вузлам сторожової вежі для моніторингу на предмет шахрайства.

### Маршрутизація
У разі, якщо між сторонами, що здійснюють угоду, не відкривається двосторонній платіжний канал, платіж необхідно направити через мережу. Це робиться за допомогою техніки циркуляції цибулі, подібної до Tor, і це вимагає, щоб відправник і одержувач платежу мали достатньо спільних співрозмовників, щоб знайти шлях до платежу. По суті, простий маршрут буде виглядати так:
- Боб хоче заплатити Алісі 1 BTC, але у Боба та Аліси немає відкритого каналу один з одним.
- У Боба є відкритий канал з Керол, а в Аліси також є канал із Керол
- Щоб направити платіж, Боб надсилає 1 BTC Керол, а потім Керол надсилає 1 BTC Алісі

Оригінальний офіційний документ стосовно маршрутизації передбачає, що «врешті-решт, за допомогою оптимізації, мережа буде дуже схожа на провайдерів рівня 1».

## Використання

### Випадки використання
Біржі криптовалют, такі як Bitfinex, використовують її для здійснення депозитів та зняття коштів. Ласло Ханьєч, який здобув популярність у спільноті криптовалют, заплативши у 2010 році 10 000 BTC за дві піци, у 2018 році за допомогою Lightning Network купив ще дві піци та заплатив 0,00649 BTC.
Zion, соціальна мережа біткойнів, використовує мережу Lightning під управлінням LND для надсилання вмісту однорангових каналів по каналах.

## Оновлення

### Core Lightning
Полегшеною модульною реалізацією Lightning Network є — Core Lightning, яка розроблена командою з Blockstream. Вона дозволяє створювати та керувати платіжними каналами – позамережними з'єднаннями між учасниками, які уможливлюють миттєві та недорогі транзакції. Вона містить інструменти для пошуку маршрутів для відправлення платежів по мережі та керування балансами каналів.
24 серпня 2023 року, вийшло масштабне оновлення Core Lightning v23.08 під назвою «Наступник Сатоші», — про це повідомили розробники на платформі X (колишня Twitter). Як наголошується розробниками, в останньому релізі було впроваджено низку змін, зокрема, було виявлено кілька випадків, коли канали з нодами Eclair та LND могли не працювати, зазначені помилки було виправлено. Також у реліз була додана підтримка Taproot-адрес та новий параметр у setchannel, що дозволить уникнути конфліктів під час транзакцій. Отримав деякі зміни також плагін pay, який управляє платежами, що зробить їх швидшими та надійнішими. Для полегшення керування нодами з'явилася нова команда, що дозволяє змінювати налаштування без перезапуску.